# IC 4401
IC 4401 — компактная вытянутая галактика типа SBa в созвездии Дева.
Этот объект входит в число перечисленных в оригинальной редакции «Нового общего каталога».